# Wortelmutsje

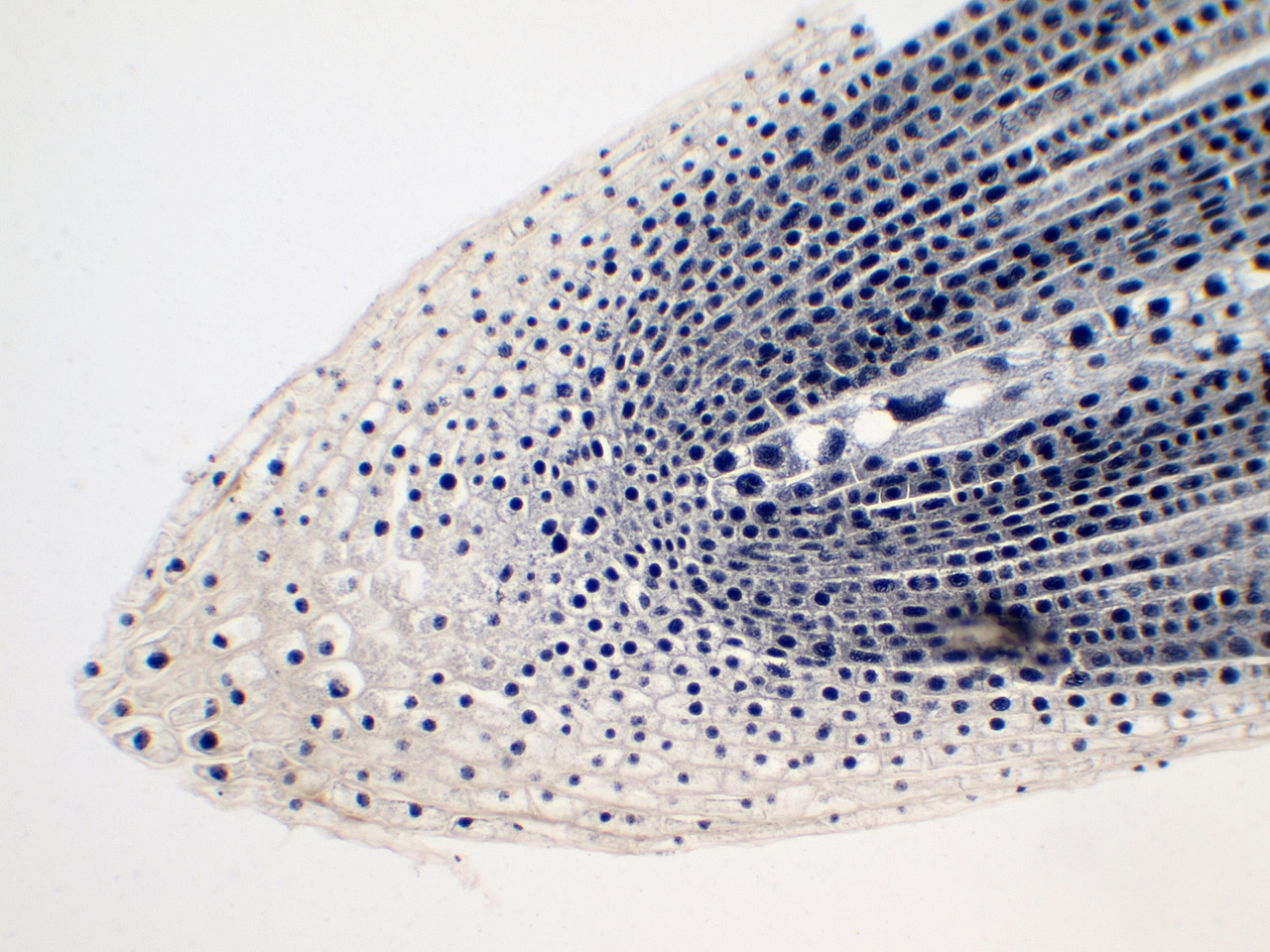
worteltop met wortelmutsje van ui

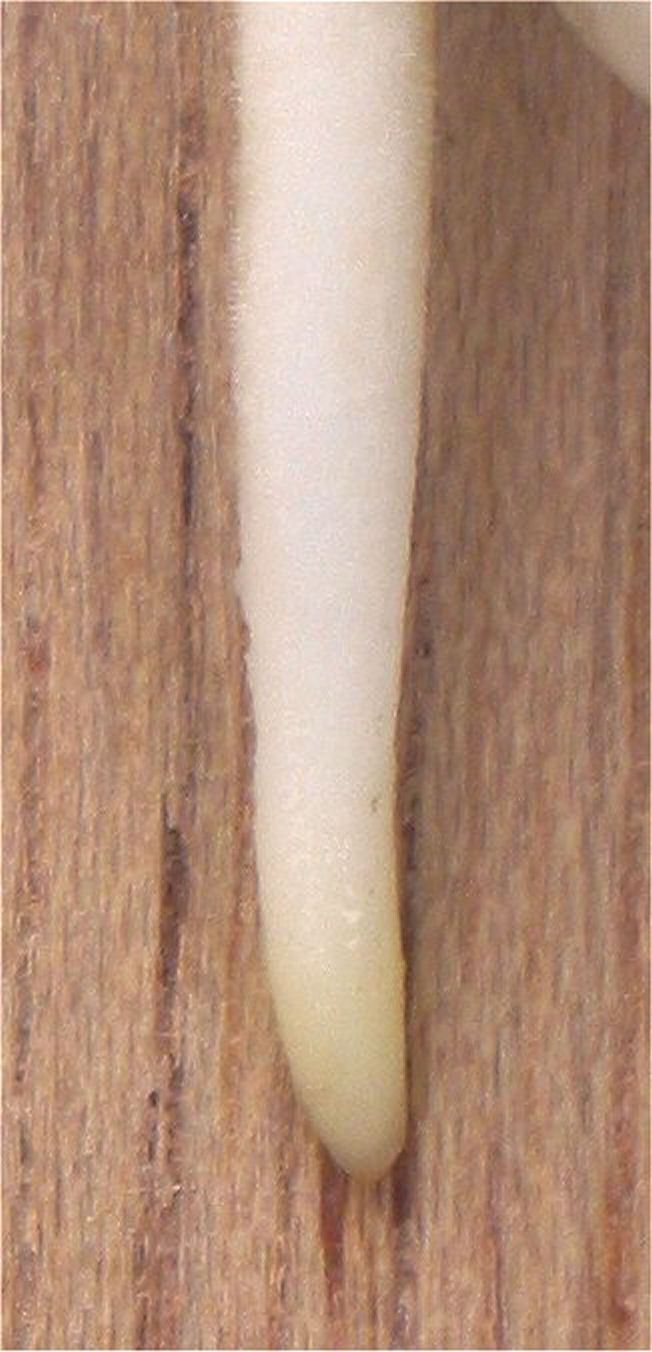
Primaire wortel van tuinboon

Calyptra of wortelmutsje is bij planten het gedeelte van de wortel dat door de worteltop (apex) naar buiten toe wordt afgescheiden. Het wortelmutsje zit aan de top van een wortel en is een beschermkapje voor de worteltop, wanneer deze door de bodem groeit. Vlak achter het wortelmutsje zit het meristeem, dat naar beneden toe parenchymcellen afzet, die verslijmen, waardoor de wortel makkelijk door de grond groeit. Er komt geen calyptra voor bij parasieten en waterplanten.

## Geotropie
In de top van het wortelmutsje zitten statocyten ofwel cellen waarin veel met zetmeelkorrels gevulde amyloplasten voorkomen, de zogenaamde statolieten. Deze statolieten bezinken in het laagste punt van de cel. Bij verandering van de zwaartekrachtrichting reageren de cellen met het versturen van signaalstoffen naar de strekkende cellen. Hierdoor vindt tussen deze cellen een zodanig verschil in strekking plaats, dat de wortel naar beneden blijft groeien of bij zijwaartse (horizontale) groei die richting blijft volgen. Een verschil in celstrekking wordt bepaald door het auxinegehalte, dat beïnvloed wordt door de signaalstoffen uit het wortelmutsje. Een hoog auxinegehalte remt de celstrekking van wortelcellen. Dit in tegenstelling tot de stengel, waar een hoog auxinegehalte de celstrekking juist bevordert.
Naast de verklaring met statolieten zijn er nog twee andere mogelijke verklaringen van het geotrope mechanisme.

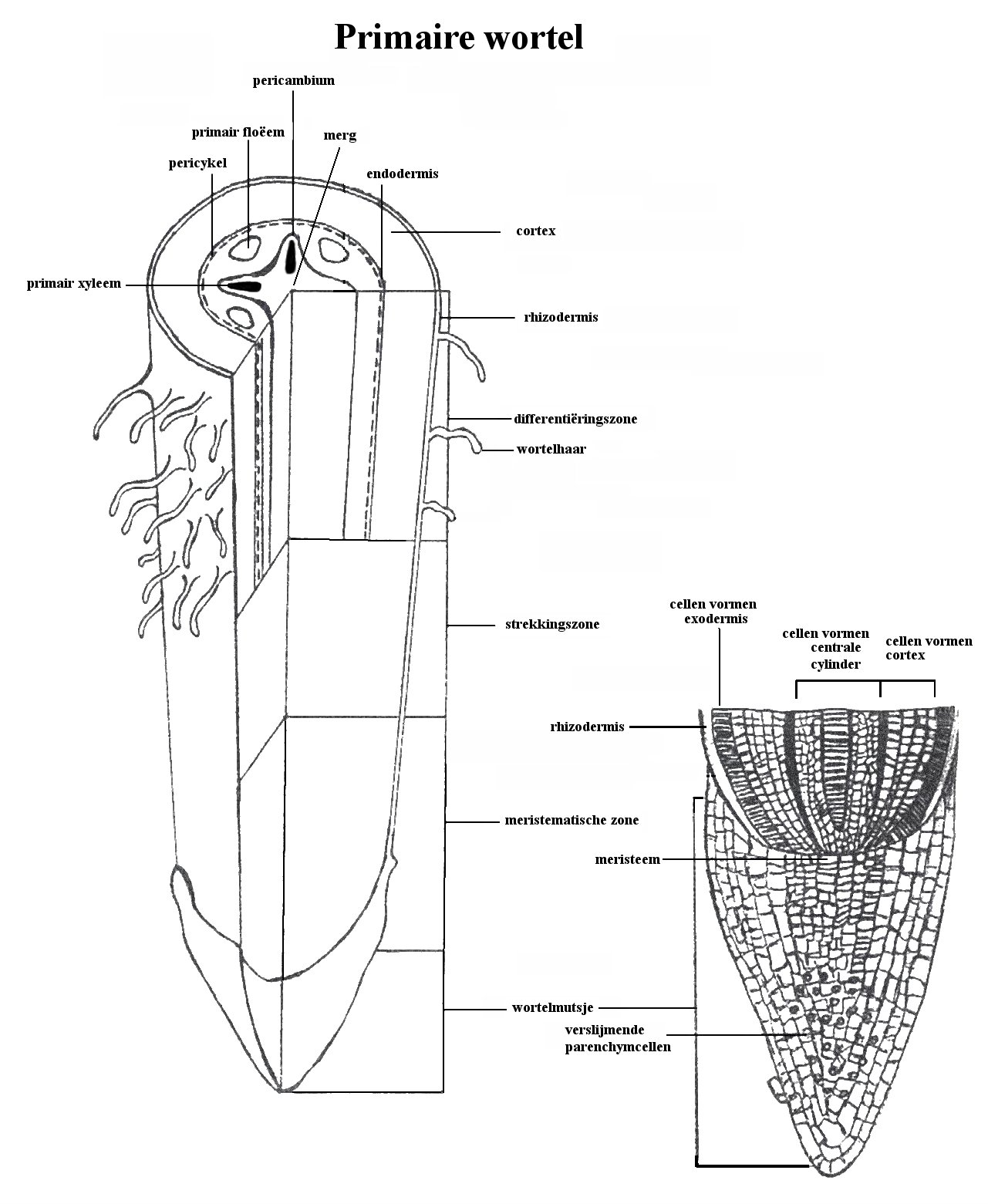
Schematische lengtedoorsnede primaire wortel

## Mossen
Ook bij mossen wordt de term calyptra gebruikt voor het huikje, waarmee het omhulsel van het sporendoosje wordt aangeduid. Het omhulsel is haploïd en een overblijfsel van het archegonium. Als het sporendoosje rijp is valt het omhulsel meestal af.